# Страффорд (Вермонт)
Страффорд (англ. Strafford) — місто (англ. town) в США, в окрузі Орандж штату Вермонт. Населення — 1094 особи (2020).

## Демографія
Згідно з переписом 2010 року, у місті мешкало 1098 осіб у 453 домогосподарствах у складі 316 родин. Було 586 помешкань
Расовий склад населення:
| - 97,0 % — білих - 0,2 % — чорних або афроамериканців - 0,2 % — азіатів - 0,1 % — корінних американців |

До двох чи більше рас належало 2,0 %. Частка іспаномовних становила 1,5 % від усіх жителів.
За віковим діапазоном населення розподілялося таким чином: 22,1 % — особи молодші 18 років, 62,9 % — особи у віці 18—64 років, 15,0 % — особи у віці 65 років та старші. Медіана віку мешканця становила 45,9 року. На 100 осіб жіночої статі у місті припадало 94,3 чоловіків;  на 100 жінок у віці від 18 років та старших — 94,8 чоловіків також старших 18 років.
Середній дохід на одне домашнє господарство  становив 106 234 долари США (медіана — 79 327), а середній дохід на одну сім'ю — 120 228 доларів (медіана — 90 625). Медіана доходів становила 54 125 доларів для чоловіків та 47 813 долари для жінок. За межею бідності перебувало 5,8 % осіб, у тому числі 0,0 % дітей у віці до 18 років та 1,6 % осіб у віці 65 років та старших.
Цивільне працевлаштоване населення становило 637 осіб. Основні галузі зайнятості: освіта, охорона здоров'я та соціальна допомога — 31,7 %, роздрібна торгівля — 12,4 %, будівництво — 11,1 %.